# Heteroplocamus pacificus
Heteroplocamus pacificus är en snäckart som först beskrevs av Bergh 1884.  Heteroplocamus pacificus ingår i släktet Heteroplocamus och familjen Polyceridae. Inga underarter finns listade i Catalogue of Life.